# Cristeros (film)
Pour les articles homonymes, voir Cristeros.
Pour plus de détails, voir Fiche technique et Distribution.
Cristeros (autres titres Cristiada, For Greater Glory) est un film historique basé sur la Guerre des Cristeros, épisode de l'Histoire mexicaine. Tourné à Durango, au Mexique, il est écrit par Michael Love, réalisé par Dean Wright, et produit par Pablo Jose Barroso. Le film est sorti en 2012 au Mexique, au Chili et aux États-Unis, et le 14 mai 2014 en France. Dean Wright y fait ses débuts comme réalisateur, après une longue expérience comme responsable des effets spéciaux dans des films comme Les Deux Tours (2002) et Le Retour du Roi (2003).

## Synopsis

Le drapeau des Cristeros.

Le film débute par la description des lois anticatholiques de la nouvelle constitution du Mexique, en 1917. S'ensuit le récit épique de la guerre des Cristeros (1926-1929), une guerre civile déclenchée par l'impossibilité, pour les catholiques, de pratiquer leur religion sous le gouvernement du Président Plutarco Elías Calles, par l'expulsion des prêtres étrangers, puis l'assassinat de ceux refusant ces lois.
Le film suit l'épopée de gens ordinaires, qui ont choisi de défendre leur foi en Dieu et leur liberté ; ils doivent décider s'ils sont prêts à donner leur vie pour les défendre. Le père Christopher (Peter O'Toole), prêtre catholique, est assassiné par les Fédéraux et un jeune garçon de 13 ans, José Sánchez del Río, est témoin de la scène. Révolté, il rejoint la résistance — ou « Cristeros » (« Soldats du Christ ») — combattant Calles. « ¡Viva Cristo Rey! » (« Vive le Christ Roi ! »), crient-ils avec leur général retraité Enrique Gorostieta Velarde, qui a pris la tête de l'opposition comme mercenaire.
Alors que les Cristeros combattent les Fédéraux envoyés par le Président Calles, José Sánchez est capturé. On le torture pour qu'il renie sa foi en Dieu, mais il refuse et est exécuté. L'année suivante, le général Enrique Gorostieta est tué lors d'une bataille à Jalisco. En 1929, la liberté religieuse est restaurée. Le pape Jean-Paul II béatifiera vingt-cinq martyrs et le pape Benoît XVI, en 2005, béatifiera José Sánchez ainsi que douze autres martyrs Cristeros.

## Production et distribution
Le film est en partie tiré de La Rébellion des Cristeros, chroniques de guerre de l'historien français Jean Meyer, vivant au Mexique.
Le tournage du film a débuté en mai 2010 et a duré douze semaines. Il a eu lieu dans les villes de Mexico, Durango, Zacatecas, San Luis Potosí et Tlaxcala. C'est le film le plus cher de l'histoire du Mexique.
Le film connaît un lancement décevant au Mexique. Malgré une deuxième place au box-office pour sa première semaine, il est devancé par Titanic 3D, sorti plus d’un mois avant, mais devance de peu La Colère des Titans, sorti 3 semaines plus tôt. Sa sortie aux États-Unis, où il démarre à la dixième place, n’est pas davantage couronnée de succès. Le film ne convainc pas les critiques, et sera finalement un échec commercial, ses recettes peinant à couvrir le budget du film.

## Sortie Française et allégations de censure
En France, la société SAJE distribution, spécialisée dans la diffusion d’œuvres cinématographiques d’inspiration chrétienne, distribue le film en salles en 2014. Cette sortie fait l'objet d'allégations de censure par diverses mouvances classées à l'extrême-droite comme Égalité et Réconciliation ou Civitas. Le responsable de la distribution en France évoque quant à lui l'impact de l'échec commercial du film en Espagne (où le film ne restera qu'une semaine à l'affiche) pour expliquer l'absence de sortie française jusque là. Le film fera un peu moins de 80 000 entrées en France.

## Fiche technique
- Réalisation : Dean Wright
- Scénario : Michael Love
- Lieu de tournage : Mexique
- Musique : James Horner
- Production : Pablo Jose Barroso
- Photographie : Eduardo Martínez Solares
- Montage : Richard Francis-Bruce
- Décors : Salvador Parra
- Sociétés de distribution : SAJE Distribution (France)
- Budget : environ 12 000 000 $
- Recettes (États-Unis) : 9 622 846 $
- Date de sortie : 
  -  Mexique : 20 avril 2012
  -  États-Unis : 1er juin 2012
  -  Chili : 25 octobre 2012
  -  Pologne : 5 avril 2013
  -  Espagne : 5 avril 2013
  -  Australie : 11 avril 2013
  -  France : 14 mai 2014[9]
  -  Italie : 15 octobre 2014

## Distribution
- Andy Garcia : Enrique Gorostieta Velarde
- Eva Longoria : Tulita Gorostieta
- Mauricio Kuri :  Saint José Sánchez del Río
- Peter O'Toole : Le père Christopher
- Oscar Isaac : Victoriano Ramírez (en)
- Eduardo Verástegui : Anacleto González Flores
- Rubén Blades : Président Plutarco Elías Calles
- Nestor Carbonell : Mayor Picazo
- Bruce Greenwood : L'ambassadeur américain (Dwight Morrow)
- Bruce McGill : le Président Calvin Coolidge
- Adrian Alonso : Lalo
- Joaquín Garrido : Ministre Amaro
- Karyme Lozano : Doña María del Río
- Catalina Sandino Moreno : Adriana
- Alma Martinez : Señora Vargas
- Santiago Cabrera : Le père Vega
- J.C Montes-Roldan : Général Pedroza